# جول اوستین
جول اسکات اوستین که در ۵ مارس ۱۹۶۳ به دنیا آمده‌است یک واعظ، کشیش تلویزیونی، نویسنده و کشیش ارشد در کلیسای لیک وود است. این کلیسا بزرگترین کلیسای پروتستان در شهر هیوستن ایالت تگزاس آمریکاست.
خطابه‌های تلویزیونی او توسط بیش از ۷ میلیون بیننده در هفته و بیشتر از ۲۰ میلیون نفر در ماه در بیش از ۱۰۰ کشور دیده می‌شود.
او نویسنده هفت کتاب پر فروش نیویورک تایمز است. مردم جهان او را با نام مستعار «کشیش خنده‌رو» می‌شناسند.
اوستین در سایتش، خود را متعهد به کمک به مردم در تمام حوزه‌های زندگی که عشق بدون قید و شرط و امید بی پایان برای رابطه شخصی با عیسی مسیح کرده‌است.
او در قسمت دیگری در معرفی خودش اظهار داشته که: ما این امید را با دیگران به اشتراک می‌گذاریم با ارائه نیازهای اساسی غذا، لباس و وسایل پزشکی به کسانی که نیاز دارند. ما از تلویزیون، اینترنت، پادکست‌ها و دیگر فناوری‌های جدید استفاده می‌کنیم تا به دیگران با خبر خوب انجیل برسیم.

## لیست کتاب‌های جول اوستین
1. Become a Better You
2. Think Better, Live Better
3. Wake Up to Hope
4. Your Best Life Now
5. The Power of I Am
6. I Declare
7. Lead Vertically
8. You can You will
9. I Hope You Dance
10. Every Day a Friday: How to Be Happier 7 Days a Week